# Dig (Mudvayne)
Dig è il primo singolo del gruppo musicale statunitense Mudvayne, estratto dal loro album di debutto L.D. 50 e pubblicato nel 2000 dalla Epic Records.
Nel brano e nel video viene identificato tutto il loro stile, un metal veloce ed energico, un canto in growl quasi sempre presente in entrata, durante, e in uscita del ritornello. Si tratta del brano di maggior successo del gruppo.

## Formazione
- Chad Gray – voce
- Greg Tribbett – chitarra
- Ryan Martinie – basso
- Matt McDonough – batteria